# Ram Lakhan
Ram Lakhan  to bollywoodzki dramat zemsty z 1989 wyreżyserowany i wyprodukowany przez Subhash Ghai. W rolach głównych Anil Kapoor, Jackie Shroff, Madhuri Dixit i Raakhee Gulzar. Film należy do klasyków indyjskiego kina, był hitem lat 90. Tematem filmu jest krzywda i zemsta, miłość braci i matki, rozstanie i pojednanie, przemiana serca. Film przedstawia też wybór dwóch postaw w życiu: tej zgodnej z zasadami i wartościami Ramajany, bohaterskiej i uczciwej i tej, wybierając którą służymy złu zamiast z nim walczyć.

## Fabuła
Bhishambar (Amrish Puri) i Bhanu (Paresh Rawal) lubią żyć z gestem i na cudzy koszt. Dobroć traktują jako naiwność, którą należy wykorzystać. Przygarniając ich do swojego domu brat (Dilip Tahil) płaci za to całym swoim mieniem i życiem. Bracia podstawiają prawnika, który daje ojcu do podpisu korzystny dla nich testament. Wizja bogactwa czyni ich okrutnymi – zabijają ojca. Ich wydziedziczony brat musi z żoną i synkami opuścić swój dom. Kiedy odkrywa prawdę, zostaje przez nich zabity na oczach swojej żony Shardy (Raakhee). Przed posągiem bogini przysięga ona zemstę. Latami czeka, aż jej synowie dorosną do tego, by pomścić śmierć ojca.

## Motywy kina indyjskiego
Film ma odniesienia do innego filmu o zemście Karan Arjun – podobny motyw matki przysięgającej zemstę, błagającej o pomoc boginię, posługującej się w tej zemście synami.
Jackie Shroff i Anil Kapoor grali podobne role braci – starszego porządnego i młodszego, lekkomyślnie schodzącego na złą drogę – w Trimurti (film) (z Shah Rukh Khanem w roli najmłodszego brata).
Imiona bohaterów: Ram i Lakhan nawiązują do wzorowej miłości braterskiej przedstawionej w  indyjskim eposie Ramajana (podobnie jak w filmie Jestem przy tobie).
Podobnie jak w tym filmie Madhuri Dixit tańczy dla jednego mężczyzny myśląc o innym także w filmach Koyla i Devdas.

## Obsada
- Rakhee Gulzar – Sharda Pratap Singh (matka) – Nagroda Filmfare dla Najlepszej Aktorki Drugoplanowej
- Jackie Shroff – inspektor Ram Pratap Singh
- Anil Kapoor – inspektor Lakhan Pratap Singh
- Madhuri Dixit – Radha Shastri
- Dimple Kapadia – Geeta Kashyap
- Gulshan Grover – Kesariya Vilayati, 'Bad Man'
- Amrish Puri – Bhishambar Nath
- Paresh Rawal – Bhanu Nath
- Anupam Kher – Deodhar Shastri – Nagroda Filmfare dla Najlepszego Aktora Komediowego
- Saeed Jaffrey – szef policji Arun Kashyap
- Raza Murad – Sir John
- Dalip Tahil – Thakur Pratap Singh
- Annu Kapoor – Shiv Charan Mathur
- Satish Kaushik – Kashiram
- Sonika Gill – Vivia